# Biergärten en Múnich

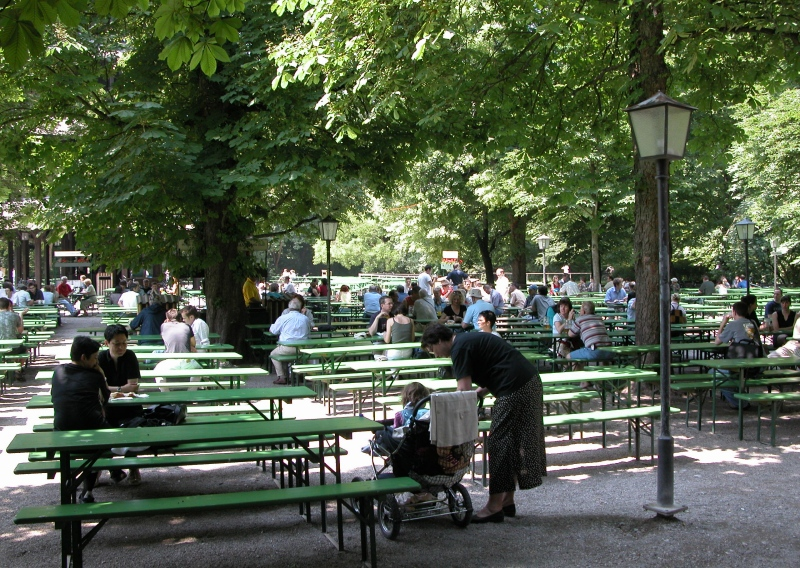
Biergarten del restaurante de la Chinesischen Turm (Torre China).

Los  Biergärten  (pr. aprox. [birguért'n]; pl. de Biergarten) en Múnich tienen una larga tradición y son un componente esencial de la economía alimentaria de la ciudad. Los Biergärten se remontan al siglo XVI, cuando el proceso de elaboración de la cerveza se limitaba al tiempo entre septiembre y abril. Los Biergärten se desarrollaron frecuentemente en los sótanos de enfriamiento, protegidos por árboles. Tradicionalmente se permite que los comensales lleven su propia comida.
Las bebidas, sin embargo, deben comprarse en el mismo Biergarten, como marca la ordenanza respectiva. Los Biergärten son un componente social de la vida en la capital de Baviera. Algunos de ellos apartan lugar para los clientes habituales, dejando el resto del espacio para los visitantes ocasionales. El mobiliario de cada Biergarten es de manufactura específica y, normalmente, para muchos visitantes.

## Biergärtengrandes

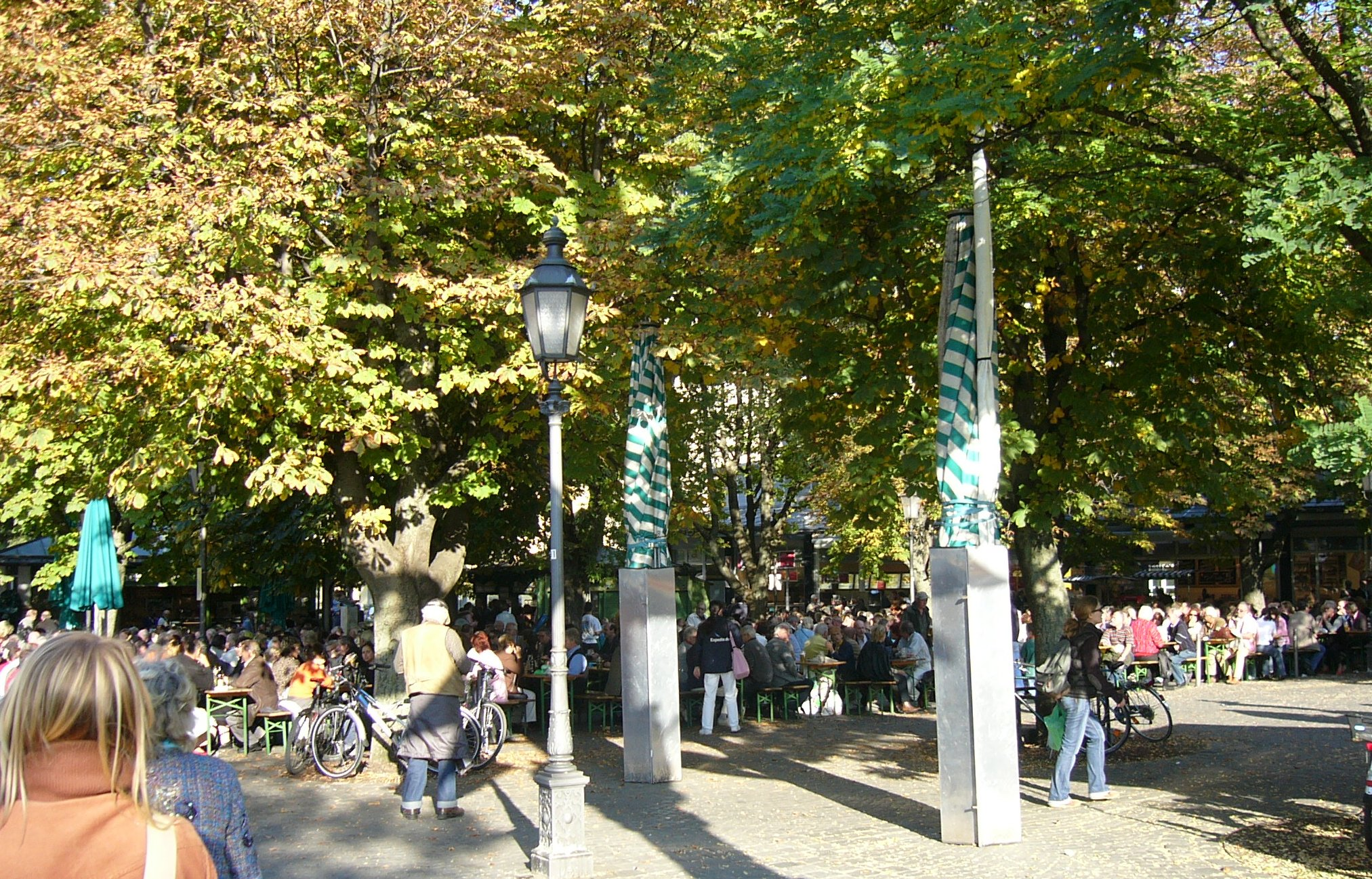
Biergarten en Viktualienmarkt (Mercado de Vituallas).

Los Biergärten con más de 1000 plazas de asiento son (en orden alfabético):
- Augustinerkeller, en Maxvorstadt, con 5.000 plazas. Es propiedad de la compañía Augustiner-Bräu.[1]
- Aumeister, con 2.500 plazas, en el norte del Englischer Garten (Schwabing) (Englischer Garten, en Schwabing).[2]
- El restaurante de la Chinesischer Turm (Torre china), también en el Englischer Garten, con 7.500 plazas.
- Flaucher-Biergarten, con 2.500 plazas directamente a orillas del Isar, en Thalkirchen.
- Königlicher Hirschgarten  (Jardín Real de los Ciervos), con 8.000 plazas; es el Biergarten más grande de Europa.
- Franziskanergarten en Trudering, con 2300 plazas.
- Hofbräukeller en Wiener Platz (Plaza Vienesa), con 2100 plazas; existe desde 1892.
- Löwenbräukeller, con 2.000 plazas; existe desde 1883 en Maxvorstadt.
- Menterschwaige, en Harlaching, con 2.000 plazas.[3]
- Michaeli-Garten, en Ostpark (Parque del Este), con 3.000 plazas.[4]
- Paulaner, en Nockherberg, con 4.000 plazas.
- Seehaus, en el Englischer Garten, con 2.500 plazas directamente a orillas del Lago Kleinhesseloher.
- Taxisgarten, en Gern, con 1.500 plazas.[5]
- Viktualienmarkt, dentro del 'Viktualienmarkt (Mercado de Vituallas), con 1.000 plazas; existe desde 1970.